# Armelle Faesch
Armelle Faesch (ur. 26 grudnia 1981 w Miluzie) – francuska siatkarka, grająca na pozycji rozgrywającej. Obecnie występowała w drużynie ASPTT Miluza.

## Sukcesy klubowe
Puchar Francji:
- 2000, 2001

Mistrzostwo Francji:
- 2000, 2001, 2002
- 2004, 2007, 2008, 2009, 2010, 2011, 2012
- 2013

Liga Mistrzyń:
- 2002

## Nagrody indywidualne
- 2011: Najlepsza rozgrywająca francuskiej ligi w sezonie 2010/2011